# 1 Ceti
1 Ceti, som är stjärnans Flamsteed-beteckning, är en ensam stjärna belägen i den västra delen av stjärnbilden Valfisken. Den har en skenbar magnitud på 6,28 och är mycket svagt synlig för blotta ögat där ljusföroreningar ej förekommer. Baserat på parallaxmätning inom Hipparcosuppdraget på ca 6,1 mas, beräknas den befinna sig på ett avstånd på ca 535 ljusår (ca 164 parsek) från solen. Den rör sig bort från solen med en heliocentrisk radialhastighet på ca 4 km/s.

## Egenskaper
1 Ceti är en orange till röd jättestjärna av spektralklass K1 III CNII, där suffixnoten anger en stark närvaro av cyanoradikaler i dess yttre atmosfär.. Den har en radie som är ca 28 solradier och utsänder från dess fotosfär ca 144 gånger mera energi än solen vid en effektiv temperatur av ca 4 700 K.